# پاره‌شفاف
پاره‌شفاف تکه یا برگه یا لایه گسترده‌ای از ابر است که فضاهای خالی مشخص و غالباً بسیار کوچک در میان اجزای آن دیده می‌شود؛ این فضاها سبب می‌شوند که خورشید یا ماه یا آسمان آبی یا ابرهای بالاتر بر فراز آن دیده شوند؛ این اصطلاح همراه با ابرهای فرازکومه‌ای و پوشن‌کومه‌ای می‌آید.